# Estádio Saitama 2002

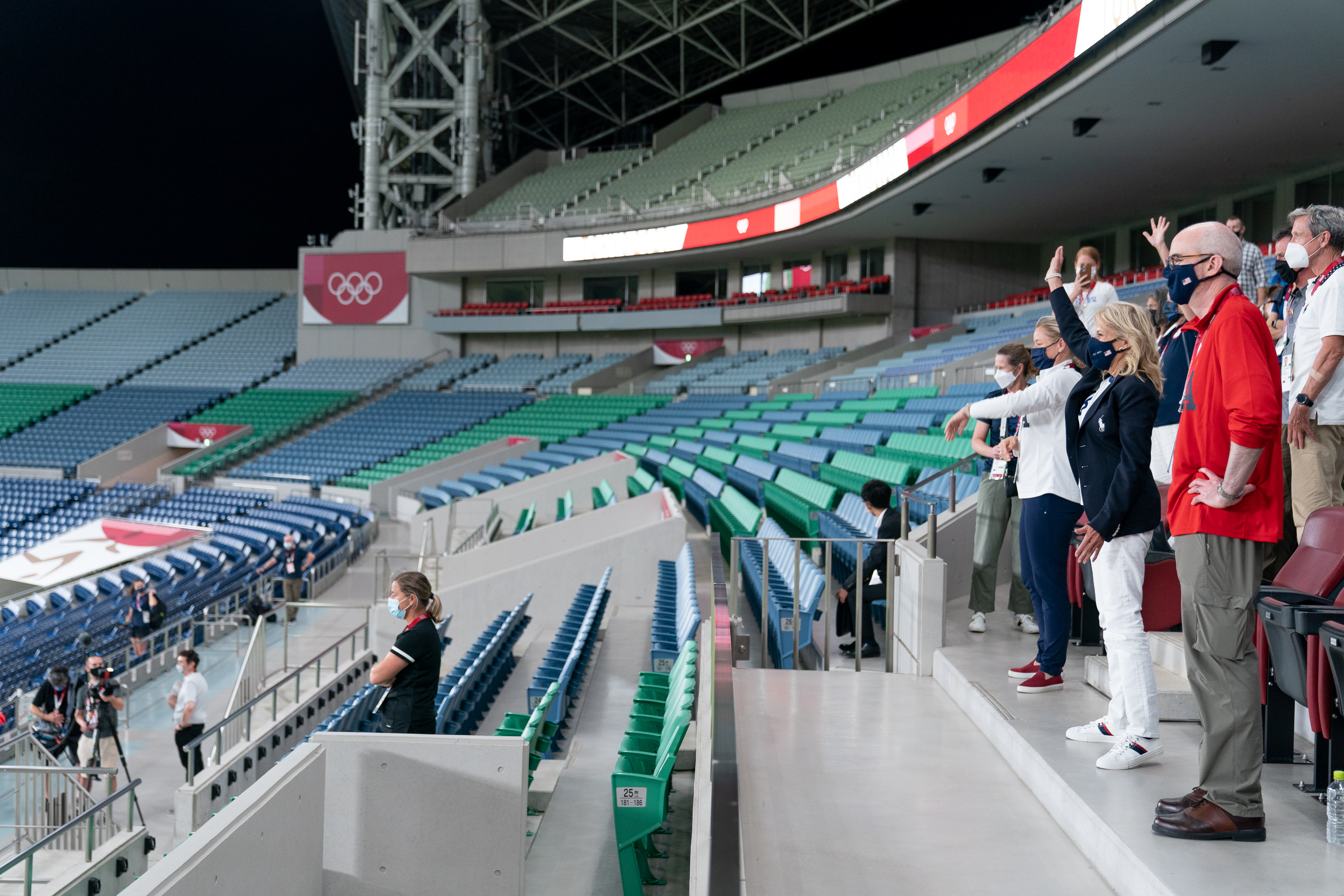
Jogos Olímpicos de Verão de 2020

O Estádio Saitama 2002 (埼玉スタジアム2002, Saitama Sutajiamu Nimarumaruni), também chamado Estádio Saitama ou Saisuta (埼スタ) é um estádio localizado na cidade de Saitama, no Japão.
Inaugurado em Setembro de 2001, tem capacidade para 63.700 torcedores. Recebeu quatro partidas da Copa do Mundo de 2002.
É utilizado pelo time de futebol Urawa Red Diamonds da J-League.
Foi usado durante os Jogos Olímpicos de Verão de 2020 nas partidas de futebol, recebendo alguns jogos das eliminatórias, semifinais e a disputa do bronze masculino.

## Jogos da Copa do Mundo de 2002
- 2 de Junho: Grupo F -  Inglaterra 1 - 1  Suécia
- 4 de Junho: Grupo H -  Japão 2 - 2  Bélgica
- 6 de Junho: Grupo E -  Camarões 1 - 0  Arábia Saudita
- 26 de junho: Semifinal -  Brasil 1 - 0  Turquia